# Lago Song Kol
El lago Song Kol, también transcrito Son Kul, Songköl o Song-Köl (en kirguís: Соң-Көл; en ruso: Сонкёль, literalmente, 'lago siguiente') es un lago de alta montaña del Asia Central localizado en la parte central de Kirguistán, en la provincia de Naryn, al noroeste de la capital Naryn. Se encuentra a una altitud de 3.016 m, y tiene una superficie de unos 270 km² y un volumen de 2,64 km³. La longitud máxima del lago es de 29 km, con unos 18 km de anchura y una profundidad máxima de 13,2 m. Es el segundo lago más grande de Kirguistán, después del Issyk Kul, y el mayor de agua dulce del país (su nombre, «lago siguiente», se refiere a esta relación).
El lago está rodeado por buenos y abundantes pastos de verano y, a continuación, por importantes montañas. Su belleza es muy alabada, pero es bastante inaccesible. El mejor acceso parece ser un camino de 85 km desde Sary-Bulak, que parte de la principal carretera norte-sur, aunque hay otras rutas que requieren de vehículos 4x4. No hay instalaciones en el lago, pero los pastores locales proporcionan suministros y yurtas de alquiler. El área está habitada de forma segura y es accesible solo a partir de junio a septiembre, cuando quedan libres de nieve los puertos de acceso.

## Geografía
El lago Song Kol es un lago endorreico de alta montaña enclavado en la cuenca del río Naryn (de 807 km), una de las fuentes del río Sir Daria. El lago se encuentra en uno de los valles intermontanos de la gran cordillera de las Tian Shan, en la parte central del valle de Song Köl, rodeado por la cordillera Songköl Too, al norte, y por las montañas Borbor Alabas y Moldo Too al sur. Hidrológicamente, la cuenca del Song Köl se caracteriza por los cursos superficiales apenas desarrollados y por importantes flujos subterráneos. Cuatro ríos perennes —Kum-Bel ', Ak-Tash, Tash Dobo, y Kara-Keche— desaguan en el lago. En el sureste, las altas cumbres son atravesadas por el río Song Köl que desemboca en el río Naryn.

## Ecología
El 23 de enero de 2011 el lago Song Kol fue designado como tercer humedal de importancia internacional de Kirguistán e incluido en la Lista Ramsar (n.º ref. 1943), con un área de protección de 36.869 ha.